# Innerfolda
Innerfolda eller Indre Foldafjorden er den inderste fjordarm af Foldafjorden i Nærøy og Høylandet kommuner i Trøndelag fylke  i Norge. Fjorden går 45 kilometer mod nordøst fra Kolvereid, og senere mod sydøst til Kongsmoen i bunden af fjorden, hvor Kongmoelven munder ud. Fjorden har stærke tidevandsstrømme.
Fjorden har indløb via Korsnessundet mellem Korsneset i vest og Finnestranda i øst. Fjorden går først nordøstover med spredte bebyggelser på nordsiden, blandt andet Kreklingan. Lidt længere inde i fjorden ligger Årforbukta på nordsiden og bebyggelsen Årfora. Lidt længere mod nordøst ligger bebyggelsen Leirvika. Ved landsbyen Foldereid svinger fjorden mod sydøst.
Lige sydøst for Foldereid krydser fylkesvej 17 fjorden over den cirka 300 meter lange Foldabroen fra 1968, som knyttede Indre og Ytre Namdalen sammen. Derfra går fjorden videre mod sydøst  til Kongsmoen. Fylkesvej 17 følger hele denne del af fjorden på sydsiden. Fylkesvei 521 går på nordsiden af fjorden fra Foldereid og østover. Fra Foldereid går fylkesvej 770 langs nordsiden af fjorden vestover til Kolvereid.